# Протест (право)
Протест в правото е писмен акт на прокурор, с който той изразява становището си за незаконосъобразност по отношение на административен акт или съдебно решение и иска тяхната отмяна, а също така бива писмено удостоверяване от нотариус.

## Протест пред нотариус
Протестът е писмено удостоверяване от нотариус, че пред него е представен менителничен ефект, който платецът е отказал да приеме или плати. За протест менителничният ефект трябва да се представи в един от двата присъствени дни след падежа. Без протест приносителят не може да упражни обратни искове срещу издателя, джирантите и поръчителите. Приносителят на менителничен ефект може да бъде освободен от протест, ако издател, джирант поръчител напише върху записа „без протест“, „без разноски“ или друг равнозначен израз. Уговорката, написана от джирант или поръчител, важи само за написалите го.
Съдържанието на протеста включва следните реквизити:
- пълен препис на документа с всички джира и отбелязвания;
- имената на лицата, в полза на които и против които се извършва протестът;
- запитването към лицето, срещу което се извършва протестът, дадения отговор или забележката, че лицето не е отговорило или не е било намерено;
- в случай на приемане или на плащане чрез посредничество – означение от кого, за кого и как е било направено плащането;
- място и дата на извършването на протеста;
- подпис и печат на нотариуса.